# 1735
1735 (MDCCXXXV) fue un año común comenzado en sábado según el calendario gregoriano.

## Acontecimientos
- En mayo: Tahmasp Qolí Jan firma con los rusos un acuerdo por el que estos se comprometen a retirarse de los territorios persas del Cáucaso.
- 19 de junio: Cerca de la villa de Yeghevārd, 19 km al norte de Ereván (Armenia), Nader Shah vence a un contingente otomano superior, y recupera los territorios persas de Armenia y Georgia.
- 7 de agosto: en el puerto pluvial de Chone, un caserío ubicado 50 km hacia el interior de la costa pacífica del Ecuador y 330 km al oeste de Quito, el religioso mercedario portovejense José Antonio Cedeño Macías (1698‑1739) ―por órdenes de Dionisio de Alcedo y Herrera (presidente de la Real Audiencia de Quito)― crea la parroquia Visorreinal Santísima Villa Rica de la Bendita Providencia de San Cayetano de Chone desta Nuestra Nueva Castilla (actual Chone).[1]
- 22 de septiembre: en la región central de Argentina, Francisco de Baigorri funda la aldea de Cruz del Eje ―ubicada 142 km al noroeste de la ciudad de Córdoba―, en territorios que le fueron otorgados por el Gobierno de Buenos Aires. Un siglo y medio más tarde se convertirá en un importante nudo ferroviario del país.
- George Hadley estudia en profundidad la corriente atmosférica.
- En París, el teniente de fragata español Antonio de Ulloa, junto con Jorge Juan y Santacilia, son elegidos miembros de una Misión Geodésica Francesa.
- Se inicia un largo sitio a Colonia del Sacramento, que duraría hasta 1737.

## Nacimientos

### Enero
- 1 de enero: Paul Revere, patriota estadounidense (f. 1818).
- 8 de enero: John Carroll, primer obispo católico estadounidense (f. 1815).
- 9 de enero: John Jervis, marino y militar inglés (f. 1823).

### Mayo
- 10 de mayo: Lorenzo Hervás y Panduro, enciclopedista español, precursor de la Filología Comparada (f. 1809).
- 23 de mayo: Charles-Joseph de Ligne, escritor, militar y diplomático belga, séptimo príncipe de la casa de Ligne (f. 1814).
- 27 de mayo: José Romero y Fernández de Landa, militar y primer Ingeniero Naval de la Armada Española (f. 1807).
- 28 de mayo: François Christophe Kellermann, militar francés (f. 1820).

### Junio
- 23 de junio: Jean-Baptiste-René Robinet, filósofo naturista francés, precursor de la teoría de la evolución (f. 1820).

### Septiembre
- 5 de septiembre Johann Christian Bach, músico alemán (f. 1782).

### Octubre
- 30 de octubre: John Adams, político estadounidense, 1° vicepresidente desde 1789 hasta 1797 y 2° presidente desde 1797 hasta 1801 (f. 1826).

### Noviembre
- 12 de noviembre: Diego de Gardoqui, político y primer embajador de España en los Estados Unidos (f. 1789).
- 19 de noviembre: Juan Pedro Arnal, arquitecto español (f. 1805).

## Fallecimientos
- 29 de enero: George Granville, político y poeta británico (n. 1666)
- 27 de febrero: John Arbuthnot, médico, matemático y escritor satírico escocés (n. 1667)
- 12 de abril: Juan de Goyeneche, editor, periodista y político español (n. 1656)
- 18 de julio: Johann Krieger, compositor y organista alemán (n. 1651)
- 29 de julio: Sofía Luisa de Mecklemburgo-Schwerin, reina consorte de Prusia (n. 1685)
- 27 de septiembre: Peter Artedi, padre de la ictiología' (n. 1705)
- 8 de octubre: Yongzheng, cuarto emperador de la dinastía Qing (n. 1678)
- 3 de diciembre: Edward Kenway, pirata y asesino (n. 1693)